# Comité Paralímpico Nacional de Níger
El Comité Paralímpico Nacional de Níger es el comité paralímpico nacional que representa a Níger. Esta organización es la responsable de las actividades deportivas paralímpicas en el país. Es miembro del Comité Paralímpico Internacional y del Comité Paralímpico Africano.